# Rhithrogena zelinkai
Rhithrogena zelinkai is een haft uit de familie Heptageniidae. De wetenschappelijke naam van de soort is voor het eerst geldig gepubliceerd in 1984 door Sowa & Soldán.
De soort komt voor in het Palearctisch gebied.